# Liste von Persönlichkeiten der Stadt Neukirchen-Vluyn
Diese Liste von Persönlichkeiten der Stadt Neukirchen-Vluyn umfasst die Bürgermeister, Ehrenbürger, Söhne und Töchter der Stadt sowie weitere Persönlichkeiten mit Bezug zur Stadt.

## Bürgermeister
- 1836–1875 Gustav Haarbeck
- 1875–1923 Hermann Haarbeck
- 1923–1928 Dr. Baehr
- 1928–1945 Erich Neumann (NSDAP)
- 1945–1946 Wilhelm Schneider (durch Militärregierung eingesetzt)
- 1946–1950 Tillmann Bongardt (CDU)
- 1950–1952 Oskar Kühnel (SPD)
- 1952–1956 Johann Kaiser (Partei für Wiederaufbau, später CDU)
- 1956–1963 Oskar Kühnel (SPD)
- 1963–1975 Gerhard Haastert (CDU)
- 1975–1989 Oskar Böhm (SPD)
- 1989–1994 Kornelia Kuhn (CDU)
- 1994–1999 Peter Wermke (SPD) (letzter ehrenamtlicher Bürgermeister)
- 1999–2009 Bernd Böing (parteilos) (erster hauptamtlicher Bürgermeister)
- 2009–2020 Harald Lenßen (CDU)
- seit 2020 Ralf Köpke (parteilos)

## In Neukirchen-Vluyn geborene Persönlichkeiten
- Heinrich Averdunk (1840–1927), Autor
- Heinrich Goldberg (1875–1958), Naturheilkundler und Heimatdichter
- Johann Giesen (1898–1966), Politiker und Landtagsabgeordneter (CDU)
- Klaus Quinkert (1930–2018), Fußballtrainer
- Rudolf Hoberg (* 1936), Sprachwissenschaftler und Hochschullehrer
- Karl-Heinz Florenz (* 1947), Politiker, seit 1989 Europa-Abgeordneter
- Rolf Nemitz (* 1948), Literatur- und Sprachwissenschaftler, Philosoph, Pädagoge und Hochschullehrer
- Michael Hirz (* 1952), Programmgeschäftsführer des Fernsehsenders Phoenix
- Peter Engel (* 1954), deutscher Tischtennis-Meister im Einzel und im Doppel
- Heinrich Bottermann (* 1955), Veterinärmediziner und Ministerialbeamter (CDU)
- Thomas Nöcker (* 1958), Vorstandsmitglied der K+S AG
- Frank Sürmann (* 1962), hessischer Politiker (FDP)
- Urs Remond (* 1964), Schweizer Schauspieler und Regisseur
- Thomas Gerwers (* 1965), Fotojournalist und Publizist
- Christopher Lutz (* 1971), Schachgroßmeister

## Bekannte Einwohner und mit Neukirchen-Vluyn verbundene Persönlichkeiten
- Friedrich Heinrich von Friedrich von der Leyen (1769–1825), Industrieller, Besitzer von Schloss Bloemersheim
- Andreas Bräm (1797–1882), evangelischer Theologe und Gründer des Neukirchener Erziehungsvereins
- Ludwig Doll (1846–1883), evangelischer Theologe und Gründer eines Waisenhauses und der Neukirchener Mission
- Julius Stursberg (1857–1909), evangelischer Theologe und Leiter der Neukirchener Mission
- Paul Ernst Ruppel (1913–2006), Komponist, Kantor, Organist und Chorleiter
- Rudolf Weth (1937–2022), Theologe, Autor, 1973–2002 Direktor des Neukirchener Erziehungsvereins
- Siegmund Ehrmann (* 1952), Politiker, ehem. Mitglied des Bundestages, ehem. Ratsmitglied
- Franjo Terhart (1954–2020), Autor, 1991–2016 Kulturbeauftragter der Stadt Neukirchen-Vluyn
- Rüdiger Oppers (* 1960), NRZ-Chefredakteur
- Thomas Geist (* 1964), Fußballtrainer
- Dirk Schauenberg (* 1969), Karate-Weltmeister (WSKA) und ehemaliger Karate-Landestrainer NRW
- Hilmi Sözer (* 1970), Schauspieler und Komödiant
- Konstantinos Mitroglou (* 1988), griechischer Fußballspieler
- Julian Korb (* 1992), Fußballspieler
- Ahmet Engin (* 1996), Fußballspieler